# Just Dance Kids 2014
Just Dance Kids 2014 är ett TV-spel till Wii, Wii U och Xbox 360, den utvecklades av Ubisoft och släpptes 2013, spelet är en del av spelserien Just Dance. Musiken utfördes av Boston Soundlabs och med David Ortega som verkställande musikproducent.

## Låtar
| Sång                                           | Artist                             | Svårighetsgrad | Ansträngning | År   | Spelarläge | Dansare           | Sångfilter |
| ---------------------------------------------- | ---------------------------------- | -------------- | ------------ | ---- | ---------- | ----------------- | ---------- |
| "7 8 9"*                                       | The Barenaked Ladies               | 2              | 1            | 2008 | Trio       | ♂/♂/♀             | Older      |
| "A Pirate You Shall Be"                        | Tom Zehnder                        | 2              | 1            | 1996 | Trio       | ♂/♂/♀             | Older      |
| "Day-O (The Banana Boat Song)"*                | Harry Belafonte                    | 2              | 1            | 1956 | Trio       | ♂/♂/♂ (Skeletons) | Older      |
| "Do You Love Me (Now That I Can Dance)"*       | The Contours                       | 2              | 2            | 1962 | Duet       | ♀/♂               | Older      |
| "Fireflies"*                                   | Owl City                           | 1              | 1            | 2009 | Solo       | ♂                 | Older      |
| "Footloose"*                                   | Kenny Loggins                      | 3              | 3            | 1984 | Solo       | ♂                 | Older      |
| "Fraggle Rock Theme"                           | Cast of Fraggle Rock               | 2              | 3            | 1983 | Trio       | ♀/♀/♀             | Older      |
| "Get Down On It"*                              | Kool & The Gang                    | 2              | 1            | 1981 | Trio       | ♀/♂/♂             | Older      |
| "Get Ready to Wiggle"                          | The Wiggles                        | 1              | 3            | 1999 | Trio       | ♂/♀/♂             | Younger    |
| "Give Your Heart a Break"                      | Demi Lovato                        | 2              | 1            | 2011 | Solo       | ♀                 | Older      |
| "Hickory Dickory Dock"                         | Tom Zehnder                        | 1              | 2            | 2007 | Trio       | ♀/♀/♀             | Younger    |
| "Hit Me With Your Best Shot"*                  | Pat Benatar                        | 3              | 2            | 1980 | Duet       | ♀/♀               | Older      |
| "Hit the Lights" (4D)                          | Selena Gomez & The Scene           | 3              | 3            | 2012 | Solo       | ♀                 | Older      |
| "I Like to Move It (Radio Mix)"*/(1)/(3D)/(SD) | Reel 2 Real feat. The Mad Stuntman | 1              | 2            | 1993 | Trio       | ♂/♂/♂             | Older      |
| "Interstellar Simon"                           | Color Theory                       | 1              | 2            | 2003 | Duet       | ♀/♂               | Older      |
| "Magic Carpet Ride"*                           | Ken Sydney Maine                   | 2              | 2            | 2009 | Solo       | ♀                 | Older      |
| "Make It Shine (Victorious Theme)"             | Victoria Justice                   | 2              | 2            | 2010 | Solo       | ♀                 | Older      |
| "Mary Had a Little Lamb"                       | Tom Zehnder                        | 2              | 2            | 2003 | Solo       | ♀                 | Younger    |
| "One Thing" (4D)                               | One Direction                      | 2              | 2            | 2012 | Duet       | ♂/♀               | Older      |
| "Party in the Kitchen"                         | Tom Zehnder                        | 2              | 1            | 1995 | Trio       | ♂/♀/♀             | Younger    |
| "Power Ups"                                    | LeetStreet Boys                    | 2              | 3            | 2013 | Trio       | ♀/♂/♂             | Younger    |
| "Problem (The Monster Remix)"                  | Becky G feat. will.i.am            | 3              | 2            | 2012 | Duet       | ♂/♀               | Older      |
| "Put Your Hearts Up"                           | Ariana Grande                      | 2              | 2            | 2011 | Trio       | ♀/♀/♀             | Older      |
| "Ready or Not"                                 | Bridgit Mendler                    | 3              | 1            | 2012 | Trio       | ♀/♀/♀             | Older      |
| "Shout"*                                       | The Isley Brothers                 | 2              | 3            | 1985 | Solo       | ♂                 | Younger    |
| "Skip to My Lou"                               | Tom Zehnder                        | 2              | 2            | 2008 | Trio       | ♂/♀/♀             | Younger    |
| "The Freeze Game"                              | Yo Gabba Gabba!                    | 1              | 2            | 2009 | Trio       | ♂/♀/♀             | Younger    |
| "The Hustle"*                                  | Van McCoy                          | 3              | 2            | 1975 | Duet       | ♂/♀               | Older      |
| "The Tiki Tiki Tiki Room"*                     | Wayne Brady                        | 2              | 1            | 1963 | Trio       | ♀/♀/♀             | Older      |
| "Walking on Sunshine"*/(SD)                    | Katrina and the Waves              | 2              | 3            | 1985 | Duet       | ♀/♀               | Older      |
| "We Go Well Together"                          | Goldheart                          | 1              | 1            | 2003 | Solo       | ♀                 | Older      |

- En "*" visar att låten är en cover-version, inte originalet.
- En "(1)" visar att låten finns även med i Just Dance.
- En "(3)" visar att låten finns även med i Just Dance 3.
- En "(SD)" visar att låten finns även med i The Smurfs Dance Party.
- En "(3D)" visar att låten finns även med  som ett DLC i Just Dance 3.
- En "(4D)" visar att låten finns även med  som ett DLC i Just Dance 4.